# دييغو أغيلار أكونا
دييغو أغيلار أكونا هو سياسي مكسيكي، ولد في 13 نوفمبر 1946 في Guasave ‏ في المكسيك. نشط حزبياً في الحزب الثوري المؤسساتي. وقد انتخب عضو مجلس النواب المكسيك ‏.